# 프로레슬링 월드컵
프로레슬링 월드컵은 2017년에 처음으로 개최되는 프로레슬링 국가대항전으로,
영국단체 WCPW에서 주관한다.
루차 리브레 월드컵이 이틀에 걸쳐 예선전, 결승전이 작은 대회인데 반해, 이 대회는 8개의 국가 32명의 선수들이 지역 예선을 거친 후 16강부터 토너먼트 형식으로 진행되는 큰 규모의 대회이다.

## 같이 보기
- 루차 리브레 월드컵